# Aumônerie de Sainte-Catherine-de-Fierbois
L'aumônerie de Sainte-Catherine-de-Fierbois est située à Sainte-Catherine-de-Fierbois (Indre-et-Loire). 
Il est inscrit au titre des monuments historiques par arrêté du 14 mai 1937.

## Historique
L'aumônerie, à usage de lieu d'hébergement pour les pèlerins pauvres, est édifiée pour les pèlerins de Saint-Jacques-de-Compostelle en 1415.
Pour recevoir les pèlerins qui affluèrent dès lors à Saint-Catherine, Jean le Meingre, dit Boucicaut, qui en était seigneur voulut y bâtir vers 1400 un hôpital.
Cette aumônerie consistait en un bâtiment situé dans le bourg, composé d'une chapelle dédiée à saint Jacques de Compostelle, de trois chambres (dortoir) dont une pour les pauvres avec « cour, jardin et pré, et trente-deux arpents de terre sur Saint-Épain ». Elle avait été fondée grâce au consentement de Jehan de Craon, ainsi qu'on le voit par la charte ainsi conçue :
« À tous ceux qui ces présentes lettres verront, Jehan de Craon, chevalier, seigneur de Moncontour, Sainte-Maure, Montbazon, etc. savoir faisont que, comme Messire Jehan le Meingre dit Boucicaut, comte de Beaufort et d'Arles, vicomte de Tourrienne et de Valerne, maréchal de France, ému de dévotion a fondé et fait construire et édifier un hôpital et aumônerie pour héberger les pauvres et faire accomplir les œuvres de miséricorde en l'honneur de Dieu en notre ville de Sainte-Catherine-de-Fierbois, étant en notre barronie et châtellenie, laquelle chose ne pouvait se faire sans avoir sur ce notre congé et licence.
Savoir faisons que : "Pour l'honneur et révérence de Dieu", et considérant la bonne volonté et affection de Messire Jehan le Meingre de Boucicaut voulons, octroyons et consentons que lesdits héritages et places ci-dessus déclarés soient et demeurent toujours unis perpétuellement. Donné en notre castel de Montbazon sous notre scel et seing manuel, en témoin de la vérité et mémoire perpétuelle, le 10e jour du mois d'août de l'an de grâce 1415 : Jehan de Craon ».
Il est possible que Jeanne d'Arc s'y soit arrêtée en se rendant à Sainte-Catherine-de-Fierbois.